# Oswaldella blanconae
Oswaldella blanconae is een hydroïdpoliep uit de familie Kirchenpaueriidae. De poliep komt uit het geslacht Oswaldella. Oswaldella blanconae werd in 1991 voor het eerst wetenschappelijk beschreven door El Beshbeeshy. 